# Rina Yamashita
Rina Yamashita (en japonés: 山下リナ, Yamashita Rina) (Satsumasendai, 12 de marzo de 1989) es una luchadora profesional japonesa, reconocida por sus participaciones como luchadora independiente en la promoción Pro Wrestling Wave.

## Carrera profesional

### Circuito independiente (2013-presente)
Yamashita comenzó a trabajar para promociones como Pro Wrestling NOAH, donde en SEMex In Shinjuku Vol. 3 el 2 de octubre de 2014, cayó ante Kana. Otra promoción notable para la que trabajó fue JWP Joshi Puroresu, su mejor victoria tuvo lugar en JWP Spring Hurricane In Osaka el 26 de abril de 2015, donde derrotó a Rydeen Hagane para ganar tanto el Campeonato JWP Junior como el Campeonato Princess of Pro Wrestling. El 17 de mayo de 2015, Yamashita compitió para Oz Academy en OZ Academy Reincarnation, evento donde hizo equipo con Kaori Yoneyama y Sakura Hirota, cayendo ante Manami Toyota, Aja Kong y Dynamite Kansai.
Participó en un par de combates para All Japan Pro Wrestling, en AJPW Starting Over 2017, donde el 6 de noviembre hizo equipo con Itsuki Aoki, cayendo primero ante Fairy Nihonbashi y Saori Anou, pero vengándose en un segundo combate contra ellas consiguiendo una victoria en menos de 5 segundos. En Seadlinnng Grow Together! 2021, el 17 de marzo, Yamashita cayó ante Asuka, no pudiendo ganar el campeonato individual vacante de Beyond the Sea.

#### Ice Ribbon (2014-presente)
Yamashita también ha trabajado para Ice Ribbon, haciendo apariciones esporádicas como en Ice Ribbon #1117 del 9 de mayo de 2021, donde se unió a sus compañeras de la cuadra Rebel X Enemy Maika Ozaki y Ram Kaicho para derrotar a Banny Oikawa, Miku Aono e Hiroyo Matsumoto en un combate por equipos de seis hombres. En Ice Ribbon #1100 ~ RE:BORN 2021 del 20 de febrero, retó sin éxito a Tsukasa Fujimoto por el Campeonato ICE Cross Infinity.

#### Pro Wrestling Wave (2013-2018)
Yamashita hizo su debut en la lucha profesional en el WAVE GAMI Libre 6 de Pro Wrestling, un house show del 4 de noviembre de 2013, donde cayó ante Kana. Ella continuó haciendo apariciones notables para la promoción como en WAVE GAMI Libre - Lucky 7 del 30 de diciembre de 2013, donde participó en un combate rumble de 77 personas, compitiendo contra otras superestrellas populares como Danshoku Dino, Isami Kodaka, Minoru Suzuki, Sanshiro Takagi y otros.
Yamashita participó en varios torneos notables de la promoción. Comenzó con el Young Block de Catch The Wave 2014, donde compitió contra Kaho Kobayashi, Sumire Natsu, Risa Sera, Fairy Nipponbashi y Shiori Akiba, consiguiendo un total de cinco puntos. En la edición de 2015 de mayores, Yamashita entró en último lugar como elegida por Mikiko Futagami y terminó en la última posición tras competir contra Kana, Hikaru Shida, Yumi Ohka, Ryo Mizunami, Misaki Ohata, Kaho Kobayashi, Maika Iida, Cherry y Sakura Hirota. Su mejor resultado fue en la edición de 2018, donde se colocó en el Bloque A, compitiendo contra Nagisa Nozaki, Ryo Mizunami, Yumi Ohka, Asuka y Miyuki Takase, ganándolo con un total de nueve puntos, y derrotando a Ayako Hamada en la final para ganar el torneo.
También compitió en el torneo Dual Shock Wave de 2014, en el que formó equipo con Sawako Shimono como Satsuma Kotsuji-gun, luchando contra Kyoko Kimura y Tomoka Nakagawa en un empate con límite de tiempo, sucedido por Yamashita cayendo ante Nakagawa en un combate individual en tiempo extra. En la edición de 2015, formó equipo con Kaho Kobayashi como Fafrotskies, cayendo ante Haru☆kura (Kayoko Haruyama y Tsubasa Kuragaki) en un combate de primera ronda el 2 de octubre. En la edición de 2016, consiguió su mejor actuación, formando equipo con Dynamite Kansai como GReeeeN, derrotando a Chōjin Shitei Konbi (Mika Iida y Yuki Miyazaki) en el combate de primera ronda, fWo (Fairy Nipponbashi y Kyusei Sakura Hirota) en el partido de segunda ronda, obteniendo una victoria por bye en las semifinales, y finalmente recogiendo la victoria decisiva contra Redbull (Chihiro Hashimoto y Ryo Mizunami) en la final el 10 de octubre.

### Game Charger Championship (2022)
En GCW Homecoming parte 1, derrotó a Alex Colón ganando el Campeonato UltraViolento de GCW, siendo la primera femenina en ganar dicho título. A la noche siguiente en Homecoming parte 2, derrotó a Sawyer Wrecker en un Death Match reteniendo el Campeonato UltraViolento de GCW.

## Campeonatos y logros
- DDT Pro-Wrestling
  - Ironman Heavymetalweight Championship (2 veces)[21]
- Ice Ribbon
  - FantastICE Championship (1 vez)[22]
- Japan Indie Awards
  - Newcomer Award (2020)[23]
- JWP Joshi Puroresu
  - JWP Junior Championship (1 vez)[24]
- Oz Academy
  - Oz Academy Tag Team Championship (2 veces)[25] – con Hiroyo Matsumoto (1)[26] y Yoshiko (1)[27]
- Pure-J
  - Princess of Pro Wrestling Championship (1 vez)[28]
  - Daily Sports Women's Tag Team Championship (1 vez) - con Hanako Nakamori[29]
- Pro Wrestling Freedoms
  - King of Freedom Tag Team Championship (1 vez) - con Minoru Fujita[30]
- Pro Wrestling Wave
  - Regina Di WAVE Championship (1 vez)
  - Dual Shock Wave (2016) - con Dynamite Kansai
  - Catch the Wave (2018)
- Reina
  - Reina World Tag Team Championship (1 vez) - con Makoto
- Seadlinnng
  - Beyond the Sea Tag Team Championship (1 vez) - con Yoshiko[31]